# Oldrzych Brneński
Oldrzych Brneński (zm. 27 marca 1113) – pochodzący z dynastii Przemyślidów książę brneński w latach 1092–1097 i 1101–1113 oraz znojemski w latach 1112–1113.
Oldrzych był starszym synem Konrada I i Wirpirki. Po śmierci ojca został księciem brneńskim. Po Brzetysławie II był najstarszym z rodu Przemyślidów i liczył na objęcie po nim tronu w Pradze zgodnie z zasadą senioratu. Brzetysław II przekazał jednak władzę swojemu synowi Borzywojowi II, który w 1097 wypędził synów Konrada I z Moraw. W 1101 Oldrzych powrócił do swojej dzielnicy. Od cesarza Henryka IV otrzymał Czechy w lenno i próbował objąć władzę korzystając z pomocy wojsk austriackich i bawarskich. Po niepowodzeniu żył w swojej dzielnicy. W 1109 wraz z bratem Luitpoldem założył klasztor benedyktynów w Třebíču.
Oldrzych Brneński z nieznaną z imienia małżonką miał syna Wratysława Brneńskiego (zm. 1156) i zapewne córkę Nadzieję (ur. 1096, data śmierci nieznana).